# Kloster Beyharting

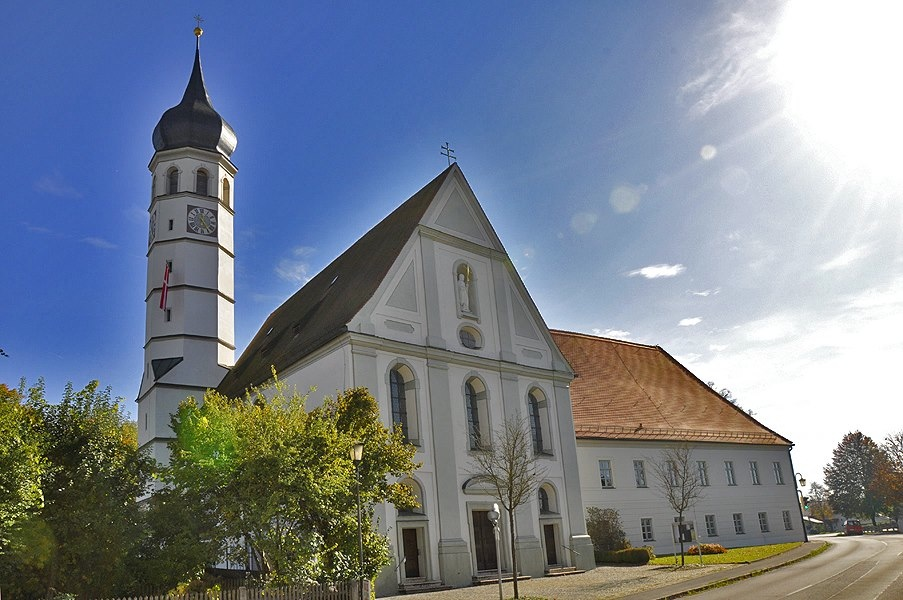
Klosterkirche Beyharting

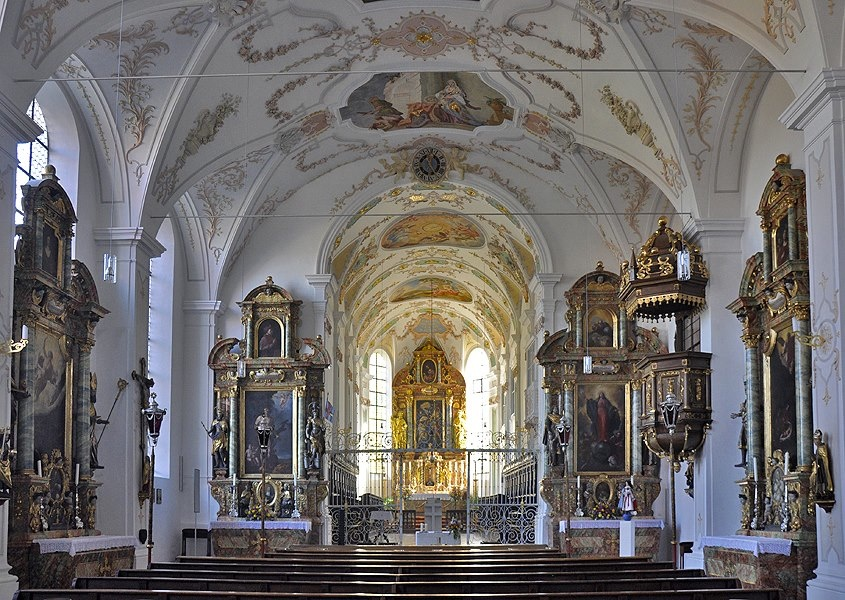
Klosterkirche Beyharting

Das Kloster Beyharting ist ein ehemaliges Augustiner-Chorherren-Stift im Ortsteil Beyharting der Gemeinde Tuntenhausen in Bayern im Erzbistum München und Freising.

## Geschichte
Der St. Johannes Baptist geweihte Konvent wurde um 1130 durch Judith, die Witwe des Edlen Tageno von Pihartingen, gegründet. Bereits im 13. Jahrhundert bestand eine Schule am Stift, die umfangreiche, nachgewiesene Bibliothek wurde im 19. Jahrhundert zerstört. Um 1420 erfolgte die Gotisierung der Kirche und des Kreuzganges. Seit 1441 bestand eine Wallfahrt zur Tuntenhausener Madonna, die den Einkünften des Klosters zugutekam. Während des Dreißigjährigen Krieges wurde das Kloster 1632, 1646 und 1648 von schwedischen Truppen geplündert. Zwischen 1668 und 1670 erfolgte die Neuausstattung und der Umbau der Kirche. Um 1730 kam es zur Ausstuckierung und Freskierung der Kirche durch Johann Baptist Zimmermann. Das Kloster wurde 1803 im Zuge der Säkularisation aufgelöst. Bis 1807 lebten die Chorherren weiter in der Klosteranlage, erst dann ging diese in Privatbesitz über, die Klosterkirche wurde später Pfarrkirche. Seit 1997 gehören auch die Klostergebäude der katholischen Pfarrkirchenstiftung. Bei Innenrenovierungsarbeiten wurden um Ostern 2002 die Gebeine der Klostergründerin entdeckt und am 9. Februar 2003 wieder feierlich in der Pfarrkirche bestattet. Den Abschluss der zwölfjährigen Renovierungsarbeiten bildete die feierliche Benediktion eines neuen Volksaltars durch den Erzbischof Friedrich Kardinal Wetter am 20. November 2005.

### Reihe der Pröpste
Quelle
1. Hartiwig
2. Ulrich I.
3. Conrad von Reichersdorf
4. Hartuid, 1244, 1251
5. Gottfried
6. Gottschalk Rehlinger
7. Otto I. von Mitterskirchen, 1297
8. Otto II. von Pienzenau, 1308, 1326
9. Friedrich Spielberger, 1328, 1344
10. Rupert
11. Ulrich II.
12. Dietrich, 1355, 1370
13. Conrad II. Perwanger
14. Conrad III. Grozz
15. Ambros I. (unsicher)
16. Peter Kriechbamer
17. Ulrich III. Haslanger, † 1449
18. Johann I. Schach, resignierte 1451
19. Johann II. Saaldorfer, 1451–1458
20. Nicolaus Kneittinger, 1458
21. Heinrich Pretschlaipfer, † 1486
22. Ulrich IV. Eisenhofer, 1486–1500
23. Ambros Treitwein, 1500–1502
24. Georg I. Aprecher, 1502–1509
25. Pantaleon Hauser, 1509–1536
26. Lukas Wagner, 1536–1560
27. Peter II. Spächter, 1560–1590
28. Wolfgang Lindmayr, 1590–1595
29. Conrad IV. Hirschauer, 1595–1616
30. Bartholomaeus Furtner, 1616–1623
31. Johann II. Gering, 1623–1645
32. Christian Scheichenstuhl, 1645–1686
33. Augustin Lang, 1686–1696
34. Ignaz Wantschl, 1696–1717
35. Georg II. Mayr, 1718–1740
36. Johann IV. Draxl, 1740–1746
37. Ildefons Golling, 1746–1749
38. Georg III. Rämbsl, 1749–1771
39. Corbinian Sarreiter, 1772–1784
40. Georg IV. Lachner, 1784–1794
41. Joseph Neumayr, 1794–1803, † 27. Dezember 1822[2]